# Penn Nouth
Penn Nouth (en jemer: ប៉ែន នុត; n. Phnom Penh, 15 de abril de 1906 – 18 de mayo de 1985) fue un político camboyano. Trabajó para la administración colonial francesa aunque tomaba parte en partidos políticos camboyanos. Fue en diversas ocasiones Primer Ministro de Camboya  (1953, 1954—1955, 1958, 1961) como parte del régimen Sangkum del Príncipe Norodom Sihanouk. También fue el primer Primer ministro del Camboya independiente. Fue primer ministro por sexta vez del 31 de enero de 1968 al 14 de agosto de 1969. El 18 de marzo de 1970, cuando Norodom Sihanouk fue depuesto por el sucesor de Penn Nouth Lon Nol, Penn Nouth se unió a la monarquía en el exilio y fue primer ministro en el Frente Unido Nacional de Kampuchea. Su mandato combinado como Primer Ministro (5 años y 222 días), que abarca siete mandatos no consecutivos, es el segundo más largo en la historia de Camboya después de Hun Sen.
Después del ascenso de los Jemeres Rojos en 1975, se desempeñó como primer ministro del país por última vez, pero no tenía poder real. Se le permitió salir de Camboya en 1979 junto con Sihanouk.